# Asarcus longipes
Asarcus longipes is een hooiwagen uit de familie Gonyleptidae. De wetenschappelijke naam van Asarcus longipes gaat terug op C.L. Koch, in Hahn & C.L. Koch.